# Wolfgang Matthäus
Wolfgang Karl Matthäus (* 20. Februar 1937 in Rostock-Warnemünde) ist ein deutscher Physiker und Ozeanograf, der sich vorrangig mit der Ozeanographie der Ostsee beschäftigt hat.

## Leben
Wolfgang Matthäus wurde als Sohn von Erwin Matthäus geboren. Der Vater war als Ingenieur bei den Ernst Heinkel-Flugzeugwerken in Rostock-Marienehe tätig und hatte später einen Lehrauftrag an der Hochschule für Seefahrt Warnemünde. Seine Mutter war Elisabeth, geb. Rüger.
Nach dem Abitur an der Goetheschule in Rostock im Jahre 1955 (heute Innerstädtisches Gymnasium) und anschließend einer Tätigkeit als technischer Mitarbeiter im Ostsee-Observatorium Warnemünde des Seehydrographischen Dienstes (SHD) der DDR studierte Matthäus von 1957 bis 1962 Physik an der Universität Rostock. Zu seinen Professoren gehörten Hans Falkenhagen und Gerhard Becherer.
Verheiratet ist Matthäus mit Ingrid, geb. Loeper. Gemeinsam haben sie drei Söhne, von denen Holger Matthäus, ebenfalls Physiker, von 2008 bis 2022 Senator für Bau und Umwelt der Hanse- und Universitätsstadt Rostock war.

## Wissenschaftliche Laufbahn
Seine berufliche Laufbahn begann Wolfgang Matthäus im Jahre 1963 als wissenschaftlicher Mitarbeiter im Institut für Meereskunde der Akademie der Wissenschaften der DDR in Warnemünde. Zunächst war er in der Meeresmesstechnik tätig und wechselte 1966 in die Meeresforschung. 1969 promovierte er an der Ernst-Moritz-Arndt-Universität in Greifswald und habilitierte 1977 an der Akademie der Wissenschaften der DDR. Von 1977 bis 1991 war er Leiter der Abt. Meeresakustik/Regionale Ozeanographie am Institut für Meereskunde. Von 1992 bis 2002 war er wissenschaftlicher Mitarbeiter im Leibniz-Institut für Ostseeforschung Warnemünde (IOW) und von 1997 bis 2002 Leiter des HELCOM-Monitoring-Programms im IOW. Seit 2002 ist er Gastwissenschaftler am IOW.
Matthäus hat sich mit der Ozeanographie der Ostsee beschäftigt, frühzeitig die Bedeutung von Monitoring-Programmen für die wissenschaftliche Arbeit erkannt und an zahlreichen Zustandseinschätzungen der Ostsee im Rahmen der HELCOM mitgewirkt. Er hat Langzeittrends ozeanographischer Grundgrößen der Ostsee untersucht und grundlegende Forschungen zu Salzwassereinbrüchen in die Ostsee durchgeführt. Seit den 1960er Jahren hat er sich auch mit der Geschichte der Ozeanographie befasst und seit 2002 die Geschichte der Meeresforschung am Standort Warnemünde detailliert untersucht. Matthäus verfasste bisher rund 200 wissenschaftliche und etwa 60 wissenschaftshistorische Publikationen, meist in wissenschaftlichen Fachzeitschriften.

## Auszeichnungen
Im Jahre 1980 wurde Matthäus mit dem Friedrich-Engels-Preis in Silber gemeinsam mit Hubert Ecke, Herbert Franck, Eberhard Francke, Friedrich Möckel und Kurt Schmedemann für Forschungen zur Meeresakustik ausgezeichnet und im Jahre 1987 mit dem Nationalpreis III. Klasse für Wissenschaft und Technik gemeinsam mit Hans-Jürgen Brosin, Wolfgang Fennel, Eberhard Hagen, Hans Ulrich Lass und Klaus Voigt für theoretische und experimentelle Untersuchungen zur physikalischen Ozeanographie ausgezeichnet. Im Jahr 2024 wurde Wolfgang Matthäus das Bundesverdienstkreuz am Bande (Verdienstorden der Bundesrepublik Deutschland) für sein jahrzehntelanges Wirken für die historisch-wissenschaftliche Aufarbeitung der Meereskunde der Ostsee verliehen.

## Publikationen (Auswahl)

### Wissenschaftliche Publikationen
- Allgemeine Entwicklungstendenzen im Sauerstoffregime des Tiefenwassers der Ostsee. Fischerei‑Forschung, 16. Jg., H. 2, 1978, S. 7 ‑ 14.
- Zur mittleren jahreszeitlichen Veränderlichkeit im Sauerstoffgehalt der offenen Ostsee. Beitr. Meeresk., H. 41, 1978, S. 61 ‑ 94.
- Langzeitvariationen von Temperatur, Salzgehalt und Sauerstoffgehalt im Tiefenwasser der zentralen Ostsee. Beitr. Meeresk., H. 42, 1979, S. 41 ‑ 93.
- Untersuchung der Wasseraustauschprozesse im Bereich der Darßer Schwelle. Beitr. Meeresk., H. 47, 1982, S. 31 ‑ 50 (mit E. Francke, H.U. Lass und R. Schwabe).
- Langzeittrends und Veränderungen ozeanologischer Parameter während der gegenwärtigen Stagnationsperiode im Tiefenwasser der zentralen Ostsee. Fischerei‑Forschung, 28. Jg., H. 3, 1990, S. 25‑34.
- Current trends in hydrographic and chemical parameters and eutrophication in the Baltic Sea. Int. Rev. ges. Hydrobiol., Bd. 76, 1991, S. 297–316 (mit D. Nehring).
- Characteristics of major Baltic inflows - a statistical analysis. Cont. Shelf Res., Vol. 12, 1992, S. 1375–1400 (mit H. Franck).
- The recent salt inflow into the Baltic Sea. J. Phys. Oceanogr., Vol. 25, 1995, S. 280–286 (mit H. U. Lass).
- Natural variability and human impacts reflected in long-term changes in the Baltic deep water conditions - a brief review. Dt. Hydrogr. Z., 47. Jg., 1995, S. 47–65.
- On temporal wind variations forcing salt water inflows into the Baltic Sea. Tellus, Vol. 48A, 1996, S. 663–671 (mit H. U. Lass).
- The importance of the Drogden Sill in the Sound for major Baltic inflows. J. Mar. Syst, Vol. 9, 1996, S. 137–157 (mit H. Fischer).
- On the causes of major Baltic inflows - an analysis of long time series. Cont. Shelf Res., Vol. 18, 1998, S. 67–97 (mit H. Schinke).
- The influence of river runoff on deep water conditions of the Baltic Sea. Hydrobiologia, Vol. 393, 1999, S. 1–10 (mit H. Schinke).
- The impact of salt water inflows on the distribution of polycyclic aromatic hydrocarbons in the deep water of the Baltic Sea. Mar. Chem., Vol. 74, 2001, S. 279–301 (mit G. Witt).
- Hydrographic-hydrochemical variability in the Baltic Sea during the 1990s in relation to changes during the 20th century. ICES Mar. Science Symp., Vol. 219, 2003, p. 132–143 (mit G. Nausch).
- The history of investigation of salt water inflows into the Baltic Sea – from the early beginning to recent results. Meereswiss. Ber./Mar. Sci. Rep., Warnemünde, Nr. 65, 2006, 73 S. (Volltext)

### Wissenschaftshistorische Arbeiten
- The historical development of methods and instruments for the determination of depth‑temperatures in the sea in situ. Bulletin de l'Institut Oceanographie, No. special 2, Vol. 1, 1968, p. 35‑47.
- Zur Entdeckungsgeschichte des äquatorialen Unterstroms im Atlantischen Ozean. Beitr. Meeresk., H. 23, 1969, S. 37‑70.
- On the history of recording tide gauges. Proc. Roy. Soc. Edinb. (B), Vol. 73, 1972, p. 25‑34.
- The history of the Conference of Baltic Oceanographers. Beitr. Meeresk., H. 57, 1987, S. 11‑25.
- Oscar Jacobsen (1840-1889) – der erste deutsche Meereschemiker. Histor.-meereskdl. Jb., Bd. 16, 2010, S. 35–76.
- Meeresakustik im Institut für Meereskunde Warnemünde – Forschung im Spannungsfeld des Kalten Krieges. Histor.-meereskdl. Jb., Bd. 18, 2012, S. 17–72.
- Steps of development in international research in the Baltic Sea during the “hot phase” of the Cold War (1947 – 1964). Publ. Staz. Zool. Anton Dohrn IV, Napoli, 2013, p. 87–103.
- Germany’s contribution to the investigation of the Baltic Sea hydrography during the 19th century. Histor.-meereskdl. Jb., Bd. 20, 2015, S. 67–112.
- Von S.M. Aviso “Pommerania” zum Reichsforschungsdampfer “Poseidon”. Dt. Schiffahrtsarchiv, Bd. 39, 2016, S. 145–189.(Volltext)
- Erich Bruns (1900 - 1978) - Wellenforscher, Wissenschaftsorganisator und Gründer des Meeresforschungsstandortes Warnemünde. Meereswiss. Ber./Mar. Sci. Rep. Warnemünde, Nr. 109, 2019, 181 S. (Volltext)
- Das Institut für Meereskunde Warnemünde und die Volksmarine – Militärozeanographische Forschungen in der DDR. Zeitgeschichte regional - Mitteilungen aus Mecklenburg-Vorpommern, Jg. 24, 2020, H. 1, S. 80–96.
- International Baltic observation programmes and their advantages for baseline studies of the Baltic Sea. Rapp. Proc‑verb. Réun., Vol. 185, 1984, p. 30‑38 (mit E. Francke).
- The history of chemical concepts and field studies of CO2 in seawater: A tribute to Kurt Buch (1881–1967) . Mar. Chem., Vol. 248, 2023 (mit B. Schneider).
- Die Forschungsschiffe und autonomen Messsysteme des Instituts für Meereskunde Warnemünde – ihre Geschichte und ihr Verbleib. Meereswiss. Ber., Warnemünde, 126 (2024), doi:10.12754/msr-2024-0126[3]

### Mitwirkung an Büchern und Zustandseinschätzungen der Ostsee
- Lozán, J.L., Lampe, R., Matthäus, W., Rachor, E., Rumohr, H., v. Westernhagen, H. (Hrsg.): Warnsignale aus der Ostsee - wissenschaftliche Fakten. Parey Buchverlag, Berlin 1996, 385 S.
- Hydrography. Baltic Marine Environment Protection Commission ‑ Helsinki Commission: First Periodic Assessment of the State of the Marine Environment of the Baltic Sea Area, 1980 ‑ 1985; Background Document, Chapter 1. ‑ Baltic Sea  Environment  Proceedings, No. 17B, Helsinki 1987, pp. 7 ‑34. (mit J. Launiainen, S. Fonselius und E. Francke).
- Hydrography. Second Periodic Assessment of the State of the Marine Environment of the Baltic Sea, 1984–1988 Baltic Sea Environ. Proc., No. 35B, 1990, p. 21‑68 (mit V. Astok et al,).
- Meteorology, hydrology and hydrography. Third Periodic Assessment of the State of the Marine Environment of the Baltic Sea, 1989–1993. Baltic Sea Environ. Proc., No. 64B, 1996, p. 9‑18 (mit S. Bergström).
- General meteorology, hydrology and hydrography. Environment of the Baltic Sea area 1994–1998. Baltic Sea Environ. Proc. No. 82B, 2002, p. 21–28 (mit S. Bergström et al.).
- Baltic Sea oceanography. The BACC Author Team, Assessment of Climate Change for the Baltic Sea Basin, Annex A.1.1, Springer, 2008, p. 379–386 (mit J. Elken)